# Namaste (Better Call Saul)
"Namaste" é o quarto episódio da quinta temporada da série de televisão norte-americana de drama Better Call Saul, derivada de Breaking Bad, e o quadragésimo quarto da série em geral. Ele foi dirigido e escrito por Gordon Smith. A transmissão original estadunidense do episódio ocorreu na noite de 9 de março de 2020 através da rede de televisão AMC. Fora dos Estados Unidos, o episódio estreou no serviço de streaming da Netflix em vários países.

## Enredo
Um dia após os eventos do episódio anterior, Jimmy e Kim acordam de manhã e vão para os seus respectivos trabalhos. Jimmy lida com o caso de Sticky e Ron, os dois vândalos que adquiriram um dos cupons de 50% de desconto dos serviços jurídicos de Saul, e consegue obrigá-los a manter seus serviços quando ambos ameaçaram escolher um defensor público em seu lugar. Em seguida, Jimmy almoça com Howard. Howard admite que sua empresa prejudicou Jimmy muitas vezes no passado e faz uma oferta séria para contratá-lo. Jimmy fica bastante preocupado e receoso com a proposta, mas Howard diz que ele não precisava dar uma resposta imediata, pedindo-lhe que reservasse um tempo para refletir sobre isso.
Kim conversa com Kevin e Paige do Mesa Verde sobre planos de desenvolvimento alternativos para contornar a recusa do Sr. Acker de abandonar o terreno arrendado, porém o banco insiste em despejar Acker para dar início as obras do call center. Kim vai até o tribunal para ver Jimmy, onde ele usa um de seus truques para conseguir a anulação de um julgamento. Kim discute o assunto de Acker e o banco com Jimmy. Mais tarde, Jimmy vai até a propriedade do Acker como Saul Goodman e propõe representá-lo em um processo contra o Mesa Verde em tribunal. Após dizer para Kim que conseguiu convencer Acker de aceitar sua oferta, Jimmy tem uma ideia e vai até uma loja de penhores comprar três bolas de boliche. Ele dirige até a casa de Howard e arremessa as três bolas sobre o portão da frente da casa, amaçando e quebrando os vidros do carro do Howard.
A Polícia de Albuquerque em operação conjunta com a DEA vigiam os pontos de droga informados por Krazy-8. Diego vai até um deles e recolhe o dinheiro. Na sequência, ele foge do ponto forçando a DEA a persegui-lo. Contudo, Diego consegue despistar os federais atravessando um pequeno túnel e deixando o dinheiro para trás. Enquanto Hank fica desapontado por não ter obtido informações sobre os altos escalões do tráfico de drogas, a DEA e a polícia comemoram a apreensão de quase "um milhão de dólares" juntamente com os três homens capturados nos pontos de droga. Diego se reúne com Victor e eles entram em contato com Gus para informá-lo de que a situação correu conforme previsto. Paralelamente aos eventos daquela operação, Gus estava silenciosamente fervendo de raiva por ter perdido uma quantia considerável de dinheiro e desabafou sua frustração em Lyle, o gerente de sua loja, fazendo-o limpar as fritadeiras repetidamente.
Mike vai até a casa da Stacey para cuidar da Kaylee, mas descobre que Stacey havia trazido outra babá, pois ela ainda não se sentia confortável com Mike após seu último acesso de raiva. Mais tarde naquela noite, quando Mike está voltando para casa, a gangue que ele encontrou previamente o agride e o nocauteia. Mike acorda em uma casa em um local desconhecido no meio do deserto.

## Produção
"Namaste" é o trabalho de estreia de Gordon Smith na função de diretor. Ele havia trabalhado como assistente de produção de Breaking Bad antes de se tornar roteirista da série e de Better Call Saul. Além disso, Smith também escreveu o roteiro do episódio.

## Recepção

### Crítica
"Namaste" foi aclamado pela crítica especializada. De acordo com os dados agregados no Rotten Tomatoes, ele obteve uma classificação de 92% com uma pontuação média de 8.2 de 10 com base em 13 avaliações. O consenso crítico do site diz: "Todo mundo está lutando para sair bem na fita de Better Call Saul que cria meticulosamente os pinos de contar histórias da temporada, acumulando suspense pela bola de boliche iminente que vai derrubá-los".

### Audiência
"Namaste" foi assistido por 1.22 milhão de telespectadores em sua transmissão original nos Estados Unidos, indicando um ligeiro aumento em relação ao índice de audiência do episódio exibido na semana anterior, que foi de 1.18 milhões.